# Ringstaartsnoekcichlide
De ringstaartsnoekcichlide (Crenicichla saxatilis) is een straalvinnige vissensoort uit de familie van de cichliden (Cichlidae). De wetenschappelijke naam van de soort is gepubliceerd in 1758 door Linnaeus in de tiende editie van Systema naturae. Dit was de eerste vis uit Suriname die beschreven werd, oorspronkelijk door Laurens Theodorus Gronovius, een ichthyoloog die de zoon van Linnaeus z'n Nederlandse gastheer was.
De typelocatie is de Surinamerivier. Hij wordt aangetroffen in het Brokopondostuwmeer. In andere rivieren komen nauw verwante soorten voor die ook voor experts niet altid eenvoudig te onderscheiden zijn. Bij aquariumliefhebbers is de vis minder geliefd omdat het een vrij grote roofzuchtige vis is.
De vis eet insecten en andere gewervelden, maar ook andere vissen. De guppy Poecilia reticulata staat onder andere op het menu en in streken waar beide voorkomen zijn de guppies vaak kleiner en krijgen eerder jongen, omdat de snoekcichlide een voorkeur voor grotere explaren heeft.

## Beeldgalery
- Video van een paartje met hun jongen